# Sparganothina lutea
Espèce
Sparganothina lutea est une espèce de papillons de nuit de la famille des Tortricidae.

## Répartition et habitat
Sparganothina lutea est décrite de la province de Pichincha, en Équateur.

## Taxinomie
L'espèce Sparganothina lutea est décrite par Bernard Landry en 2001.